# Cándida María Cipitria y Barriola
Svatá Cándida María od Ježíše (rodné jm. Juana Josefa Cipitria y Barriola; 31. května 1845, Andoáin – 9. srpna 1912, Salamanca) byla španělská římskokatolická řeholnice a zakladatelka kongregace Dcer Ježíšových.

## Život
Narodila se 31. května 1845 ve španělském Andoáinu jako první ze sedmi dětí tkalcovské rodiny Juana Miguela Cipitria a Maríe Jesús Barriola. Během svého dětství pomáhala s péčí o své sourozence. Roku 1855 přistoupila k prvnímu svatému přijímání.
V ránem mladí odešla do Burgosu pracovat jako služebná v několika domech. Roku 1868 se setkala s jezuitským knězem Miguelem Josém Herranzem. Ten ji navedl na cestu charity a vzdělávání. Juana zacítila touhu k řeholnímu povolání. Dne 26. března 1869 měla mít na Velký Pátek vizi Ježíše Krista.
Dne 8. prosince 1871 založila s pěti společnicemi kongregaci Dcer Ježíšových a přijala jméno "Cándida María od Ježíše". Kongregace se zabývala vzděláním a vedením dívek.
Cándida María žila velmi kontemplativní život, v modlitbě před svatostánkem strávila denně i několik hodin.
Zemřela 9. srpna 1912 v Salamance.

## Proces svatořečení
Proces byl zahájen 17. června 1942 v diecézi Salamanca. Dne 6. července 1993 uznal papež Jan Pavel II. její hrdinské ctnosti.
Dne 6. dubna 1995 uznal papež zázrak na její přímluvu. Blahořečena byla 12. května 1996.
Dne 3. července 2009 uznal papež Benedikt XVI. druhý zázrak na její přímluvu. Svatořečena byla 17. října 2010.